# Балгштет
Балгштет (њем. Balgstädt) општина је у њемачкој савезној држави Саксонија-Анхалт. Једно је од 43 општинска средишта округа Бургенланд. Према процјени из 2010. у општини је живјело 1.222 становника. Посједује регионалну шифру (AGS) 15084025.

## Географски и демографски подаци
Балгштет се налази у савезној држави Саксонија-Анхалт у округу Бургенланд. Општина се налази на надморској висини од 109 метара. Површина општине износи 32,6 km². У општини живи 1.222 становника. Просјечна густина становништва износи 38 становника/km².